# Aderus dentatipes
Aderus dentatipes é uma espécie de besouro da família Aderidae. Foi descrita cientificamente por Maurice Pic em 1905.

## Distribuição geográfica
Ocorre na ilha de Bioko (Guiné Equatorial).